# Massif Sentinel
Pour les articles homonymes, voir Sentinel.
Le massif Sentinel est une chaîne de montagnes constituant la moitié nord des monts Ellsworth (Antarctique), dans le territoire revendiqué par le Chili. Il a été découvert et exploré vers le milieu du XXe siècle.

## Géographie

### Topographie
Le massif est situé au nord du glacier Minnesota et forme la moitié septentrionale des monts Ellsworth. Il s'étend selon un axe NNW-SSE sur 185 kilomètres de long et de 24 à 48 kilomètres de large. Plusieurs sommets dépassent les 4 000 mètres d'altitude, en particulier le massif Vinson (4 892 m), au sud de la chaîne, point culminant du continent.

### Principaux sommets
Les dix plus hauts sommets du massif sont :
- Massif Vinson, 4 892 m
- Mont Tyree, 4 852 m
- Mont Shinn, 4 661 m
- Mont Craddock, 4 650 m
- Mont Epperly, 4 602 m
- Mont Gardner, 4 587 m
- Mont Anderson, 4 254 m
- Mont Bentley, 4 247 m
- Mont Ostenso, 4 179 m
- Long Gables, 4 151 m

## Histoire
Le massif a été aperçu et photographié pour la première fois le 23 novembre 1935 par l'américain Lincoln Ellsworth lors d'un vol transantarctique entre l'île Dundee et la barrière de Ross. Il l'a nommé ainsi en raison de sa position dominante au-dessus d'un paysage de glace habituellement sans relief. Le massif a été exploré et partiellement étudié dès janvier 1958 par l'expédition menée par Charles R. Bentley à travers la Terre Marie Byrd. Il a été entièrement cartographié par l'United States Geological Survey grâce aux photographies aériennes prises par l'U.S. Navy de 1958 à 1961.